# Senmonorom
Senmonorom is een stad in Cambodja en is de hoofdplaats van de provincie Mondol Kiri.
Senmonorom telt ongeveer 8000 inwoners.